# Cratere Kahlo
Kahlo  è un cratere sulla superficie di Venere. Deve il suo nome alla pittrice messicana Frida Kahlo.